# Sanghamitta

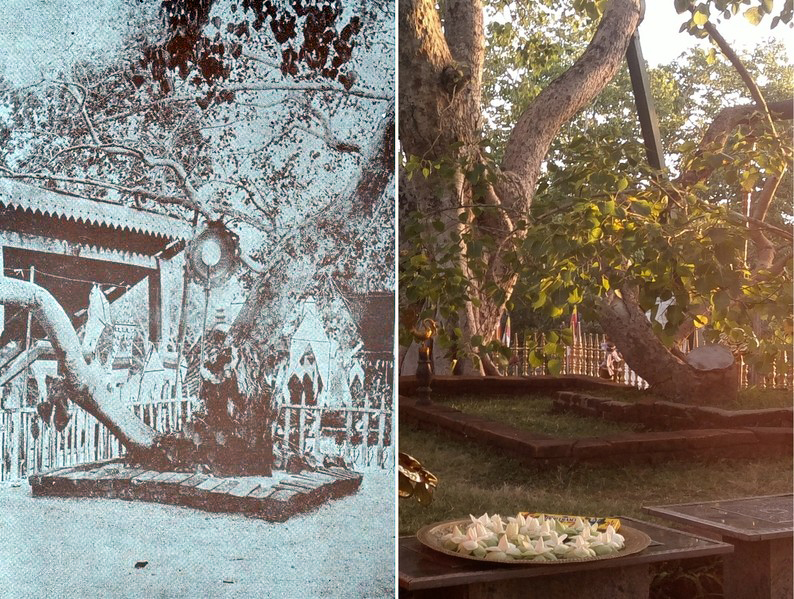
El árbol de Bodhi traído por Sangamitta y plantado en Anuradhapura, Sri Lanka - El árbol Bodhi más antiguo que ha sobrevivido.

Saṅghamittā (Saṅghamitrā en sánscrito) fue la hija mayor del emperador Ashoka (304 a. C.-232 a. C.) y su primera esposa, Devi. Junto con su hermano Mahinda, ingresó en una orden de monjes budistas. Más tarde, los dos fueron a Sri Lanka para difundir las enseñanzas de Buda como les pidió el rey Devanampiya Tissa (250 a. C. - 210 a. C.), contemporáneo de Ashoka. Al principio, Ashoka se mostró reacio a enviar a su hija a una misión en el extranjero. Fue enviada a Sri Lanka junto con varias otras monjas para iniciarse en el monacato budista de bhikkhunis a petición del rey Tissa de ordenar a la reina Anulā y a otras mujeres de la corte de Tissa en Anuradhapura que deseaban ser ordenadas como monjas después de que Mahindra las convirtiera al budismo.
Sanghamittā contribuyó a la propagación del budismo en Sri Lanka y de su establecimiento de la Bikhhunī Sangha o Meheini Sasna (Orden de monjas); su nombre se convirtió en sinónimo de "Orden monástica femenina budista del budismo Theravāda" que se estableció no solo en Sri Lanka sino también en Birmania, China y Tailandia, en particular. Ella trajo consigo a Sri Lanka el venerado árbol, un vástago del árbol Bodhi, árbol que fue plantado en Anuradhapura y que aún sobrevive. Su festividad se celebra todos los años en el día de la Luna Llena de diciembre como "Uduvapa Poya" o "Uposatha Poya" y "Sanghamittā Day" por los budistas Theravāda en Sri Lanka.

## Antecedentes
Sanghamitra es conocida por la actividad de proselitismo entre las mujeres que persiguió como su objetivo de vida en Sri Lanka, junto con su hermano, Mahendra (llamado Mahinda en Sri Lanka) en la iniciación de su padre, el emperador Ashoka de la dinastía Maurya que gobernó en la India. en el siglo III a. C. Ashoka, después de adoptar el budismo, se dedicó a difundir los principios del budismo en otros nueve países de la región. Su contemporáneo en Sri Lanka, el rey Devanampiya Tissa, en estrecha alianza con Ashoka, vio la llegada del budismo a Sri Lanka.

## Biografía
Los padres de Sangamitta eran el emperador Ashoka y su primera esposa, Devi, que era budista. Su nacimiento en el 281 a. C., como se conoce popularmente en los textos publicados, fue como la segunda hija de Ashoka y hermana menor del hermano Mahindra. Nació en Ujjeini (actual Ujjain en Madhya Pradesh en India). Su madre no se unió a Ashoka cuando fue coronado y sus dos hijos habían abrazado el budismo. Se casó a la edad de 14 años con Agribrahmi, un sobrino del emperador Ashoka, quien también era un Arhant. Tuvo un hijo, Saamanera Sumana, que más tarde también se convirtió en Arhant y fue junto con su tío Mahindra a Sri Lanka para predicar el budismo. Su maestra fue Ayupala. Fue ordenada a la edad de 18 años en la Orden del Budismo Theravada por su preceptor Dhammapala. Su hermano también fue ordenado al mismo tiempo. Con su perseverancia dedicada al Dhamma se convirtió en Arhant Theri y residió en Pataliputra (ahora conocida como Patna).
La misión de Mahindra en Sri Lanka tuvo mucho éxito. Entre sus nuevos conversos se encontraba la princesa Anula, la cuñada del rey Tissa que se convirtió en Sotapanna y solicitó la ordenación. El rey Tissa le escribió al emperador Ashoka para delegar a Sangamitta con ese propósito. Mahindra también le escribió a su padre para que delegara a su hermana Sanghamitta en Sri Lanka, según lo solicitado por el rey Tissa.
Sangamitta murió a la edad de 79 años en el noveno año del reinado del rey Uttiya en su residencia en Hatthaloka Upasikaramaya Anuradhapura. La ocasión también estuvo marcada con celebraciones en su honor en todo Sri Lanka, durante una semana. Fue incinerada al este de Thūpārāma cerca de Cittasālā, frente al árbol Bodhi. Uttiya erigió una estupa sobre sus cenizas.

## Bhikkhuni Sangha

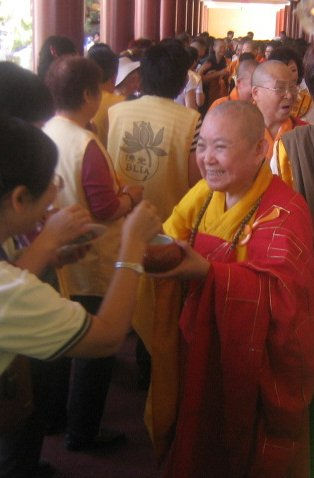
Una bhikkuni de la tradición Mahayana china

La Bhikkhuni Sangha (una herencia de Dhamma-vinaya iniciada por Buda durante su vida en la India), conocida localmente como "Bikhhuni Sasana" o "Meheini Sasna" (Orden de sacerdotisas o monjas) que fue establecida por Sangamitta en Sri Lanka, prosperó durante más de 1000 años, hasta que desapareció en 1017 d. C. debido a la invasión de Cholas, gobernantes hindúes del sur de la India, por lo que los Bhikkhus y Bhikkunis desaparecieron de Sri Lanka durante varios años.
La ordenación como Bhikkuni es la tercera y última etapa de la ordenación de monjas; las dos primeras etapas son sramanerika (noviciado) y siksamana (probación). En India, Buda estableció la Orden Bhikkuni seis años después de que se estableciera la Orden Bhikkhu, en el siglo VI a. C. Sangamitta la llevó a Sri Lanka en el siglo III a. C. Inicialmente, con la difusión del budismo en la antigua India, se desarrollaron dieciocho escuelas Vinaya. Sin embargo, ahora solo quedan tres. Estas son la Theravada practicada en Sri Lanka y el sudeste asiático; la Dharmaguptaka (Mahayana) que se practica en Taiwán, China, Corea y Vietnam; y la tercera escuela es la Mulasarvastivada (Vrajayana) adoptada en Tíbet.
En 429 d. C., la bhikkuni Devasara se había dado cuenta de que la Bhikkuni Sanga, debido a la guerra y el hambre, podría desaparecer de Sri Lanka. Por lo tanto, había dirigido una misión a China para establecer la Bhikkuni Sasana. El linaje Theravada Bhikkuni original establecido en China desde 429 ha seguido funcionando hasta el día de hoy. Sin embargo, Asarana Sarana Saranankara Maha Thera reintrodujo la Ordenación Superior en Tailandia. Se le atribuye también el restablecimiento de la Orden de los Monjes en Sri Lanka en 1753. Ahora se dice que hay más de 400 bhikkunis en el país.
En Tailandia, el linaje está bien establecido. Una estatua de arcilla de Sanghamitta hecha por Dhammananda en 2002, es venerada en una sala del santuario del monasterio Songdhammakalyani en Nakhonpathom. Su imagen está flanqueada por las imágenes de 13 arhants theravadas.

## Uduvapa Poya festival
El festival Unduvapa Poya tiene lugar en Sri Lanka en la Luna Llena de diciembre para conmemorar por un lado el Theri Sangamitta (día que Sanghamittā llegó de la India para crear la Orden de las Monjas) y por otro el día que trajo un retoño del sagrado árbol Bodhi de Bodh Gaya para plantarlo en Aunradhapura. El día del festival ha sido designado como "Día de Sanghamitta". En este día, diez monjas ordenadas inician las celebraciones festivas cada año. Esta festividad revivió en 1903 a sugerencia de la Sociedad Mahabodhi de Sri Lanka.
Los budistas siguen ese día los "cinco preceptos"; bañarse, afeitarse, usar ropas blancas y arrodillarse con pies limpios y desnudos en un santuario ante una estatua de Buda. El arrodillamiento e inclinación se hace primero tres veces con pies, manos, codos, rodillas y cabeza tocando el suelo. Después se recitan en voz alta las oraciones con las manos juntas palma contra palma. Las oraciones se ofrecen desde el amanecer hasta el amanecer del día siguiente.